# Witstaartprairiehond
De witstaartprairiehond (Cynomys leucurus)  is een zoogdier uit de familie van de eekhoorns (Sciuridae). De wetenschappelijke naam van de soort werd voor het eerst geldig gepubliceerd door Merriam in 1890.

## Voorkomen
De soort komt voor in de Verenigde Staten.